# Zell am Ziller
Zell am Ziller – gmina targowa w Austrii, w kraju związkowym Tyrol, w powiecie Schwaz. Leży w dolinie Zillertal. Nazwa gminy pochodzi od rzeki Ziller, dopływu Innu. Zamieszkuje ją 1749 osób (1 stycznia 2015).

## Położenie
Z racji położenia w Alpach Zillertalskich Zell am Ziller jest ośrodkiem turystycznym. Niedaleko miejscowości znajduje się także założony w 2000 roku ośrodek sportów zimowych Zillertal Arena, do którego można się dostać za pomocą kolejki linowej Rosenalmbahn.

## Osoby urodzone w Zell am Ziller
- Günther Csar, dwuboista klasyczny
- Anja Haas, narciarka alpejska
- Thomas Hauser, narciarz alpejski
- Balthasar Niederkofler, biegacz narciarski

## Współpraca
Miejscowość partnerska:
- Vaduz, Liechtenstein

## Galeria

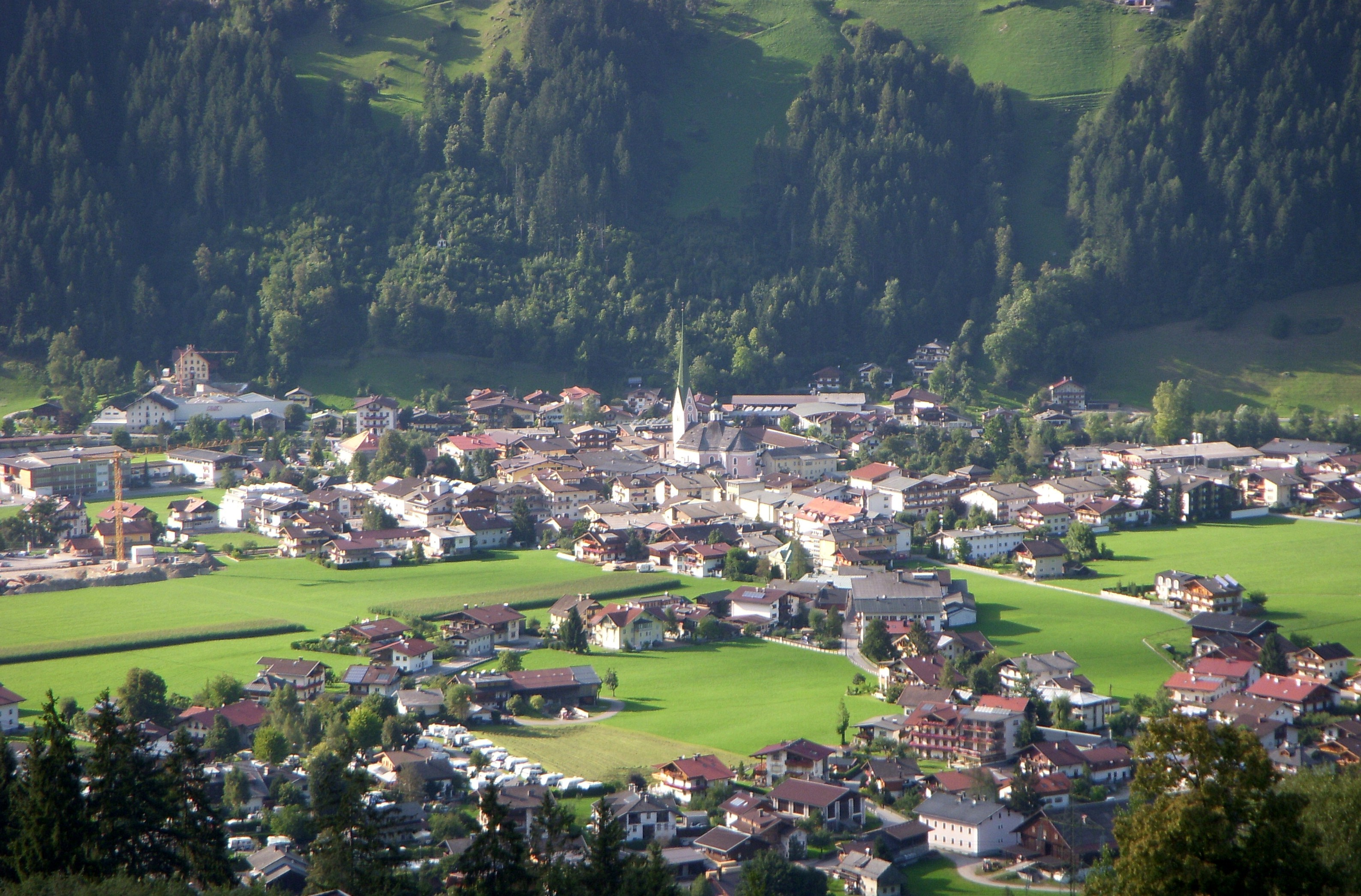
Zell am Ziller
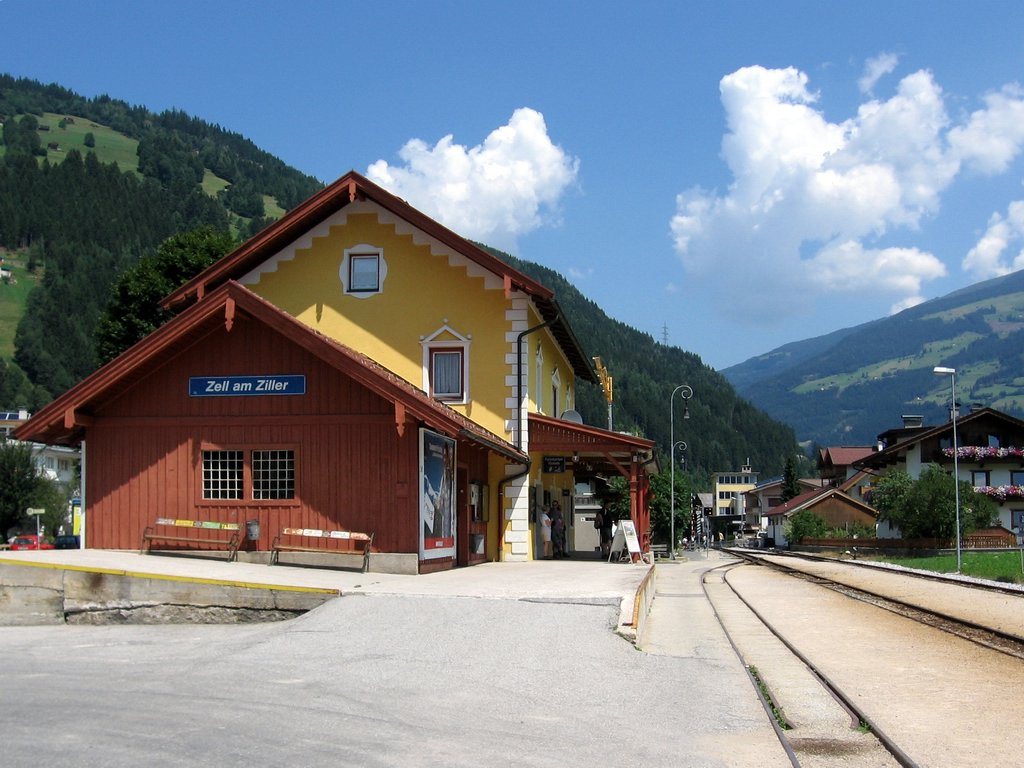
Dworzec kolejowy
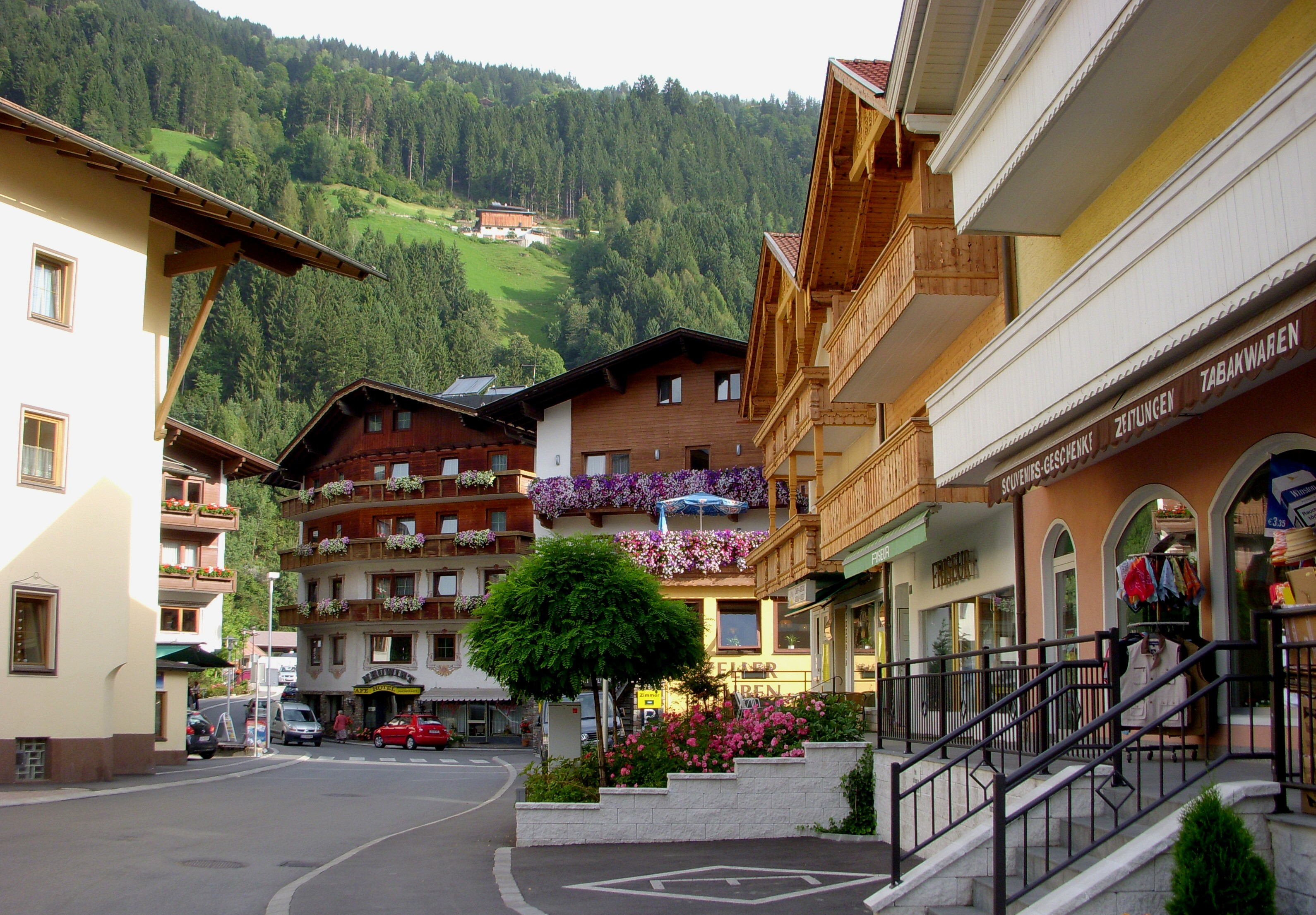
Rynek
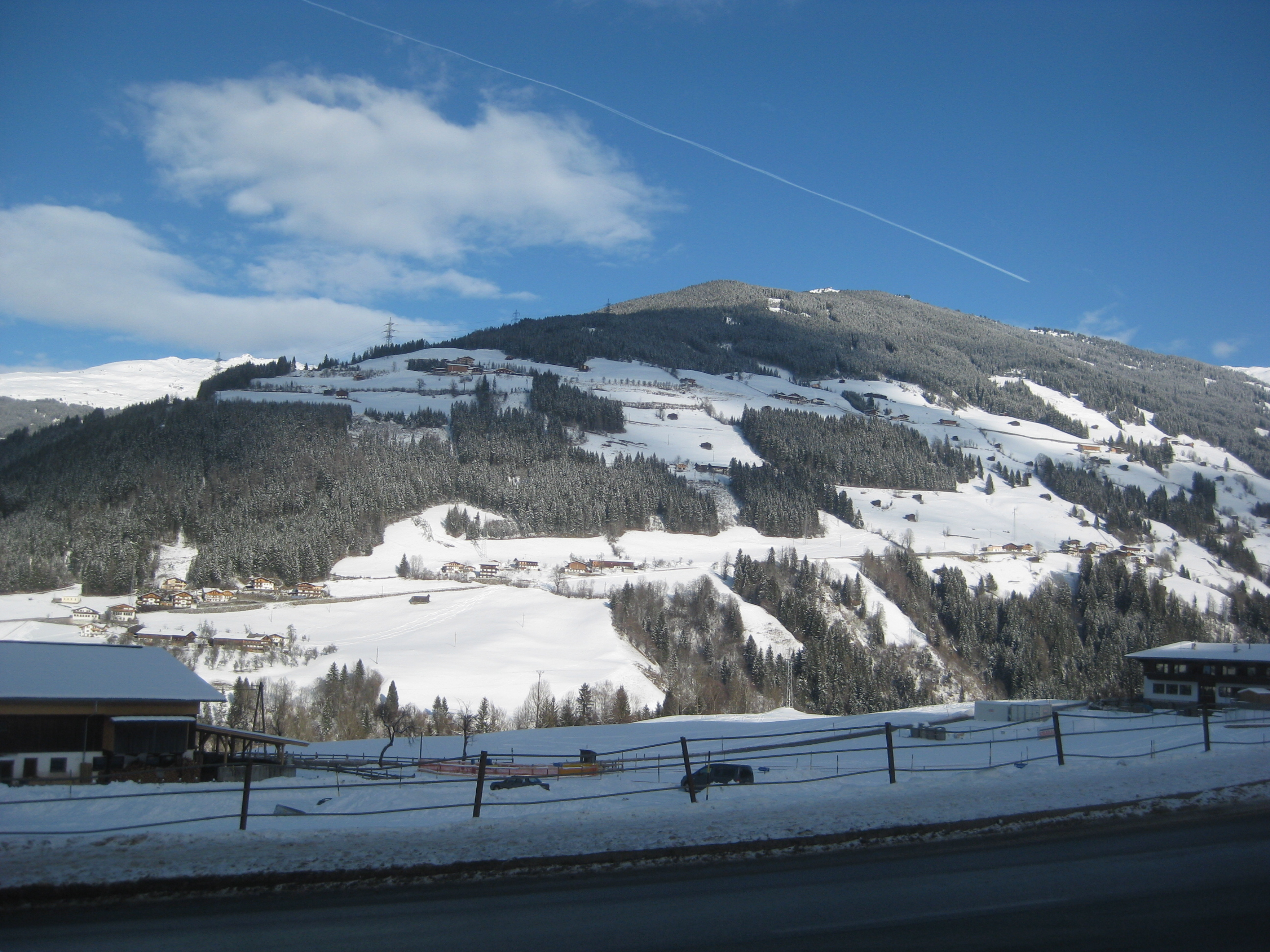
Zell am Ziller zimą